# C. J. Bruton
Calvin Thomas Bruton Jr mais conhecido como C. J. Bruton (Wichita, 13 de dezembro de 1975) é um ex-basquetebolista profissional australiano, que jogava como armador na NBL, a liga astraliana, onde foi seis vezes campeão. Apesar de ter sido escolhido no Draft da NBA de 1997, Bruton nunca atuou pela liga norte-americana.

## Biografia
Nascido em Wichita, Estados Unidos, mudou-se para a Austrália ainda criança.